# Kahlenberg (Naturwaldzelle)
Koordinaten: 49° 36′ 44″ N, 6° 59′ 3″ O
Das Naturschutzgebiet Kahlenberg (Naturwaldzelle) liegt auf dem Gebiet der Gemeinde Nonnweiler im Landkreis St. Wendel im Saarland nordöstlich des Kernortes Nonnweiler. Am nordwestlichen Rand des Gebietes erstreckt sich der 99 ha große Nonnweiler Stausee, der von der Prims und vom Altbach gespeist wird. Westlich des Gebietes verlaufen die Landesstraße L 149 und die A 1 und östlich und südlich die L 147. Im Gebiet erhebt sich der 564 Meter hohe Kahlenberg.

## Bedeutung
Das 67 ha große Gebiet steht seit dem 7. April 2000 unter der Kennung NSG-097 unter Naturschutz. Es handelt sich um „160–240-jährige Buchen-Traubeneichen-Bestände, abgestorbene Fichten-Altbestände (ca. 100-jährig) und ca. 50-jährige Fichtenjungbestände.“